# Putesjestvie v Arzrum
Putesjestvie v Arzrum (russisk: Путешествие в Арзрум) er en sovjetisk spillefilm fra 1936 af Moisej Levin.

## Medvirkende
- Dmitrij Zjuravljov som Aleksandr Pusjkin
- Serafim Azantjevskij som Ivan Paskevitj
- Konstantin Khokhlov som Nurtsev
- Georgij Sotjevko som Tjernisjev
- Nikolaj Ryzjov som Rajevskij